# لويس ماركيز
لويس ماركيز (بالإنجليزية: Luis Márquez)‏ هو لاعب كرة قاعدة أمريكي، ولد في 28 أكتوبر 1925 في Aguadilla, Puerto Rico ‏ في الولايات المتحدة، وتوفي بنفس المكان في 1 مارس 1988.

## وصلات خارجية
- لويس ماركيز على موقعبيزبول رفرنس.كوم (الدوري الرئيسي) (الإنجليزية)
- لويس ماركيز على موقعبيزبول رفرنس.كوم (الدوري الثانوي) (الإنجليزية)